# AudioVision
La linea di monitor AudioVision prodotta da Apple è il primo esperimento della società nel settore dei monitor multimediali. Il primo esponente della famiglia venne presentato nel 1993 e il monitor era un Sony Trinitron da 14 pollici. Insieme al monitor venivano fornite due casse stereo e un microfono oltre a due prese ADB. Il monitor si può considerare un predecessore diretto della serie AppleVision, infatti esso venne dismesso nel 1995, quando venne introdotta la serie citata.